# Hornstedtia minuta
Hornstedtia minuta är en enhjärtbladig växtart som först beskrevs av Carl Ludwig von Blume, och fick sitt nu gällande namn av Karl Moritz Schumann. Hornstedtia minuta ingår i släktet Hornstedtia och familjen Zingiberaceae.
Artens utbredningsområde är Java. Inga underarter finns listade i Catalogue of Life.